# 李方平
李方平（1974年11月21日—），江西萍乡人，现为北京瑞风律师事务所律师，北京益仁平关爱中心法律顾问，维权律师，《公民承诺》的签署人之一，新公民运动的参与者。

## 生平
2006年，代理河北邢台刘显红输血感染艾滋病案，该案被评为“2006年河北省十大法治事件”。
2006年，代理“天津乙肝歧视第一案”，该案被评为“2006年中国十大影响性诉讼”。
2006年，为山东临沂盲人维权人士陈光诚“聚众扰乱交通故意毁坏财物罪”案提供法律援助，在临沂的大巴车上在遭到10数个持铁棍、不明身份男子暴力殴打，头部被打破，深可见骨，是维权以来受伤最严重的一次，入院治疗。
2008年3月，代理北京异议人士胡佳涉嫌“煽动颠覆国家政权罪”案。
2008年9月16日，在反垄断法生效一个多月后，北京律师李方平状告北京网通公司利用垄断地位对“新市民”实行差别待遇一案，就在北京朝阳区法院立案。这被外界称为“中国反垄断法第一案”。不过3个月后，经法院不公开审理，原告的起诉被驳回。
2010年11月，代理“三聚氰胺”奶粉受害者、北京维权者赵连海被控“寻衅滋事”案。
2010年5月，代理北京艺术家“吴玉仁”因从事“艺术维权”遭到报复，被控在朝阳区酒仙桥派出所“妨碍公务”案。在羁押十个月后，吴玉仁于2011年4月以“取保候审”的名义获得释放。2012年4月，检方撤回起诉。
2011年4月29日下午5时，被北京警方带走后失踪，5月4日被释放。
2013年7月，为北京首都机场爆炸案当事人冀中星提供法律援助，出庭辩护。
2013年9月，最高人民法院、最高人民检察院（“两高”）9月9日出台《关于办理利用信息网络实施诽谤等刑事案适用法律若干问题的解释》，规定“同一诽谤信息实际被点击、浏览次数达到五千次以上，或者被转发次数达到五百次以上的”，应当认定为网络诽谤行为“情节严重”。李方平在其新浪微博上呼吁“必须把‘两高’关进笼子里”，并认为所谓解释行为违宪且违背了立法公开的原则，公民权利危矣。该微博发布后即遭屏蔽。
2013年9月4日，在山东省临沂市公安局兰山分局刑警队交律师手续时，突遭警员江雨无故殴打，致其裆部、手臂多处受伤。目前施暴者仍未得到处理。
2013年10月，为江西瑞昌教师性侵7名幼女案的受害者提供法律援助。
2014年，担任中央民族大学维族学者伊力哈木涉嫌“分裂国家罪”一案的辩护律师。

## 观点
- 2007年“两会”期间，李方平和北京地坛医院蔡皓东医师联合向全国人大提交了“公民提案”，呼吁审查十五部导致乙肝歧视的法律。

- 发表“公民建议书”，建议消除“乙肝歧视”、“艾滋歧视”、建议消除城乡差别待遇，慎重处理关闭打工子弟学校问题。

- 呼吁废除劳教制度。 [16]

- 参与“三鹿奶粉受害家庭志愿律师团”、“中石化违反《反垄断法》”、“上书高法建议统一城乡人身损害赔偿标准”等公益性事件。

## 失踪
2011年4月29日，作為北京益仁平中心的法律顧問，李方平下午商談處理該中心的一個維權案件後，在該中心的樓下「被一批人帶走」。官方从未出示过任何抓捕文件，也未告知过任何他被关押的法律依据。李方平在被秘密关押一周后获释放。
2015年7月，李方平被江西萍乡安源区凤凰派出所警察带走，并被连续审讯30小时。7月下旬在广东深圳福田口岸被拦截，理由是出境可能危害国家安全。